# Жанна Бургундская (королева Франции)
Жанна Бургундская «Хромоножка» (1293 — 12 сентября 1348) — королева Франции, дочь Роберта II, герцога Бургундии и Агнессы Французской, дочери короля Франции Людовика IX Святого. Жена Филиппа VI Валуа.

## Биография
Была обручена (1302) с Филиппом Тарентским, сыном Карла II, короля Неаполя. Однако в 1313 году вышла замуж за принца Филиппа, будущего Филиппа VI Валуа. Королева Франции с 1328 года. Одна из первых супруг французского короля, которой было доверено управление государством. Филипп VI присвоил Жанне полномочия управительницы в августе 1338 года. Умная и решительная, Жанна оказалась способной правительницей на время отсутствия мужа, участвовавшего в сражениях с Эдуардом Английским, претендентом на корону Франции.
По поручению короля от 17 января 1346 Жанна Бургундская занималась вопросами налогообложения на текущий год. Она использовала свою власть для изыскания средств на ведение военной кампании против англичан.
Однако Жанна Бургундская пользовалась плохой репутацией: в народе ей дали прозвище la male royne boiteuse («Королева мужеска пола») из-за её непривлекательной внешности, и, возможно, влияния, оказываемого ею на слабохарактерного короля. Жан Фруассар, Пьер Кошон и автор Хроники четырёх первых Валуа описывали Жанну Бургундскую как мстительную особу с дурным нравом и несправедливо возлагали на неё ответственность за поражение Филиппа VI при Кале. Её обвиняли также в покушении на жизнь нескольких нормандских вельмож, соперничавших с бургундской партией при французском дворе.
Жанна Бургундская умерла в Париже в Нельском отеле 12 сентября 1348 года, вероятно, от чумы, эпидемия которой охватила в то время Европу. Похоронена в аббатстве Сен-Дени.
С именем Жанны Бургундской связана легенда о королеве, хитростью и деньгами с помощью слуг заманивавшей молодых людей и после ночи любви приказывавшей убивать их. По Парижу поползли слухи. Супруг Филипп Валуа был вынужден увезти Жанну из Нельского дворца в один из бургундских замков. Весьма непривлекательный портрет королевы Жанны рисует и М. Дрюон в серии исторических романов «Проклятые короли».

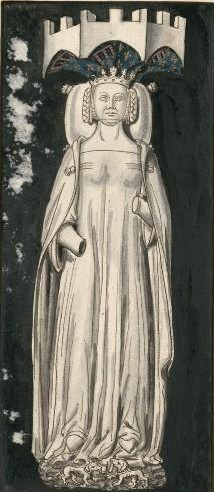
Надгробие Жанны Бургундской

## Дети
1. Филипп де Валуа (1315 — ум. в детстве);
2. Жанна де Валуа (1317 — ум. в детстве);
3. Иоанн II Добрый (1319—1364), король Франции (1350—1364);
4. Мария де Валуа (1326—1333);
5. Луи де Валуа (17 января 1328 — ум. в детстве);
6. Луи де Валуа (8 июня 1330 — 23 июня 1330);
7. Жан де Валуа (1333 — ум. в детстве);
8. Филипп де Валуа (1336—1375), граф де Валуа и 1-й герцог Орлеанский (1344—1375);
9. Жанна де Валуа (1337 — ум. в детстве);
10. сын (1343 — ум. в детстве).